# Галоппо, Джулиано
Джулиа́но Гало́ппо (исп. Giuliano Galoppo; род. 18 июня 1999, Буэнос-Айрес) — аргентинский футболист, полузащитник клуба «Сан-Паулу».

## Биография
Галоппо — воспитанник клуба «Банфилд». 26 ноября 2018 года в матче против «Расинга» из Авельянеды он дебютировал в аргентинской Примере.
В 2021 году Джулиано стал лучшим бомбардиром «Банфилда» в чемпионате Аргентины, забив семь мячей. В 2022 году полузащитник превзошёл свой результат, забив восемь голов уже к началу июля, задолго до завершения сезона. Специалисты отмечают, что, будучи правшой, Галоппо также хорошо играет и левой ногой, уверенно действует на разных позициях в полузащите, и при необходимости может сыграть и на краю атаки. 26 июля 2022 года аргентинец подписал контракт с бразильским «Сан-Паулу» до 2027 года. Сумма трансфера составила 6 млн долларов США. Джулиано Галоппо стал первым футболистом в Южной Америке, чей трансфер состоялся при помощи криптовалют.
Отец Джулиано, Марселино Галоппо, был профессиональным футболистом в 1990—2000-е годы, выступал за такие команды, как «Платенсе», «Кильмес», «Чакарита Хуниорс», «Тальерес» (Кордова) и «Архентинос Хуниорс»